# Armando Araiza
Armando Araiza Herrera (Ciudad de México, 1 de septiembre de 1969) es un actor de cine, televisión y teatro de México.

## Biografía
Armando Araiza Herrera nació el 1 de septiembre de 1969 en la Ciudad de México, segundo hijo del director Raúl Araiza (productor y director)  y la actriz Norma Herrera, es hermano del también actor Raúl Araiza Jr.. Hace su primera aparición a los trece años en la telenovela El maleficio como Juanito, compartiendo créditos con sus padres.
En 1987 participa en la telenovela histórica acerca de la Revolución mexicana, Senda de gloria donde interpretó a Gilberto, ese mismo año realiza dos filmes Ases del Contrabando y Lamberto Quintero teniendo en ambas papeles menores; después se integró a la telenovela Quinceañera, cuya producción es de Carla Estrada. En 1988 realiza el filme Itara, El Guardián de la Muerte, un año más tarde vuelve a la televisión en la telenovela Dulce desafío protagonizada por Adela Noriega y Eduardo Yáñez. 
En 1990 trabaja en la telenovela Un rostro en mi pasado y en las cintas Más corazón que odio, Escoria, otra parte de ti, Viernes trágico y Odio en la sangre.
En 1991 aparece en nueve cintas mexicanas: Dentro de la noche, Orgía de sangre, La silla de ruedas, Hacer el amor con otro, Pandillas salvajes, Pandillas salvajes 2, Dos locos en aprietos, Yo soy la ley y Resucitaré para matarlos. Para 1992 filma dos cintas más Supervivencia y Relaciones violentas. 
En 1993 trabaja en la película del grupo Los Temerarios, Sueño y realidad, así como también en Contrabando de esmeraldas, Círculo de vicio, Johnny cien pesos y En espera de la muerte. 
En 1994 aparece en las cintas Silla de ruedas 3, Juana la cubana, Amor que mata y Duelo final. Ese mismo año participa en la telenovela histórica El vuelo del águila y filma las cintas Tres minutos de oscuridad y Doble indemnización.
En 1995 vuelve a las telenovelas con María José, también participa en la cinta Chavos Banda y también en la cinta que protagonizó la cantante Gloria Trevi llamada Una papa sin cátsup.
En 1996 protagoniza la telenovela Azul junto a Kate del Castillo y la ballena Keiko, vista en las cintas Liberen a Willy.
En 1996 nuevamente realiza una telenovela histórica La antorcha encendida, que sería su único trabajo de ese año.
Entre 1998 y 1999 realiza las cintas Taxi asesino, Venganza siniestra, El último narco del cartel de Juárez, Maldito Chiango, El séptimo rapto, Raza indomable, Asesinato por traición y la cinta Yuri, mi verdadera historia filme biográfico acerca del ascenso a la fama de la cantante Yuri y donde su madre Norma Herrera interpretó a Dulce Canseco, progenitora de la cantante. En 1999 regresa a la televisión con Tres mujeres junto a Karyme Lozano y Jorge Salinas.
En el año 2000 realiza V.I.H.: El muro del silencio, Me vale madre que no me quieras y Semilla de odio.
En 2001 protagoniza la telenovela El noveno mandamiento junto a Daniela Castro y Chantal Andere.
En 2002 aparece en la telenovela Así son ellas.
En 2003 trabaja en La Noche de los Troyanos y en 2004 aparece en el programa de televisión Cancionera.
En 2005 interpreta al capitán Imanol en la telenovela Contra viento y marea. Ese mismo año vuelve a trabajar bajo dirección de su padre en la telenovela Barrera de amor, donde inició y finalizó su participación en la producción de Ernesto Alonso.
En 2008 participa en el capítulo Margarita, ponzoñosa de la serie Mujeres asesinas, y además realiza los filmes Cueste lo que cueste y Desbocados.
En 2009 participó en la telenovela Mi pecado interpretando a uno de los antagónicos. Además participó en la cinta Un día en blanco donde interpretará a Rafael.
En el 2010 participa en la telenovela Llena de amor. En el 2011 hace una participación especial en Una familia con suerte.
En el 2012 vuelve a las telenovelas de la mano de Angelli Nesma en la telenovela Abismo de pasión.

### Matrimonio y divorcio
En 1997 Armando contrae nupcias con Elizabeth García con quien tuvo dos hijas: Romina y Paulina; en diciembre de 2008 anuncian su divorcio mediante un comunicado de prensa donde indican su separación en plan de amigos que "pretenden mantener por el bienestar familiar de sus hijas".

## Trayectoria

### Televisión
- Diseñando tu amor (2021) - Enrique Avilés Ortega[1]
- Abismo de pasión (2012) - Horacio Ramírez
- Una familia con suerte (2011-2012) - Doctor Armando
- Llena de amor (2010-2011) - Brandon Moreno Cervantes
- Mi pecado (2009) - Carmelo Roura Valdivia
- Barrera de amor (2005-2006) - Rodrigo Zamora Linares
- Contra viento y marea (2005) - Imanol Balmaceda Sandoval
- Así son ellas (2002-2003) - Narciso Villaseñor Molet
- El noveno mandamiento (2001) - Leandro Villanueva (joven)
- Tres mujeres (1999-2000) - Santiago Uriarte
- La antorcha encendida (1996) -  Martín García de Carrasquedo
- Azul (1996) - Enrique Valverde
- María José (1995) - Mateo
- El vuelo del águila (1994) - Bolero
- Atrapada (1991-1992) - Fernando
- Un rostro en mi pasado (1989-1990) - Roberto Estrada
- Dulce desafío (1988-1989) - Paco
- Quinceañera (1987-1988) - Chato
- Senda de gloria (1987) - Gilberto
- El maleficio (1983-1984) - Juanito

### Series
- ¿Qué dicen los famosos? (2023) - Invitado[2]
- La Isla, Desafío en Turquía (2023) - Participante[3]
- Tiempo final - Temporada III (2009) - Serie de Televisión - capítulo "Diamantes"
- Mujeres asesinas. Capítulo "Margarita, ponzoñosa" (2008) - Jorge Reascon
- Papa soltero - (1988) - Alan (episodio "Llegan las vacaciones")

### Cine
- Johnny 100 Pesos 2 (2017) Johnny García
- Desbocados (2008) - Daniel
- Cueste lo que cueste (2008)
- La noche de los Troyanos (2003)
- Semillas de odio (2000) - Fabián
- V.I.H.: El muro del silencio (2000)
- Me vale madre que no me quieras (2000)
- Asesinato por traición (1999)
- Yuri, mi verdadera historia (1999)
- Raza indomable (1998)
- El séptimo asalto (1998)
- Maldito chilango (1998)
- El último narco del cartel de Juárez (1998)
- Venganza siniestra (1998)
- Taxi asesino (1998)
- Doble indemnización (1996) - Ladrón
- Tres minutos en la oscuridad (1996)
- Una papa sin cátsup (1995)
- Chavos banda (1995)
- Amor que mata (1994)
- Juana la cubana (1994)
- Silla de ruedas 3 (1994)
- Duelo final (1994)
- Sueño y Realidad (1993)
- Contrabando de esmeraldas (1993)
- Círculo del vicio (1993)
- Johnny cien pesos (1993) - Johnny García
- En espera de la muerte (1993)
- Relaciones violentas (1992)
- Supervivencia (1992)
- Yo soy la ley (1991)
- Dos locos en aprietos (1991)
- Pandillas salvajes 2 (1991) - Armando Vargas
- Resucitaré para matarlos (1991)
- Pandillas salvajes (1990) - Armando Vargas
- Hacer el amor con otro (1991)
- El silla de ruedas (1991)
- Orgía de sangre (1991)
- Dentro de la noche (1990)
- Odio en la sangre (1990)
- Viernes trágico (1990)
- Escoria, otra parte de ti (1990)
- Más corazón que odio (1990)
- Itara, el guardián de la muerte (1988)
- Lamberto Quintero (1987) - Pistolero
- Ases del narcotráfico
- El maleficio 2: Los enviados del infierno (1986)

## Premios y nominaciones

### Premios TVyNovelas
| Año  | Categoría                  | Telenovela             | Resultado |
| ---- | -------------------------- | ---------------------- | --------- |
| 1991 | Mejor actor joven          | Un rostro en mi pasado | Nominado  |
| 1988 | Mejor revelación masculina | Quinceañera            | Ganador   |
| 1984 | Mejor actor infantil       | El maleficio           | Ganador   |

### Premios Bravo
| Año  | Categoría              | Programa/Telenovela | Resultado |
| ---- | ---------------------- | ------------------- | --------- |
| 2010 | Mejor actor antagónico | Mi pecado           | Ganador   |